# Wagmühle (Forstinning)
Wagmühle ist ein Ortsteil der Gemeinde Forstinning im Landkreis Ebersberg in Bayern, Regierungsbezirk Oberbayern. Die Einöde liegt nördlich des Hauptortes an der Forstinninger Sempt. 

## Geschichte
Der Hof „Beim Wagmüller“ besteht seit 1775. Ursprünglich gehörte sie zum Kloster Ebersberg. Die Sägemühle wurde 1914 außer Betrieb genommen, die Kornmühle in den 1960er Jahren.

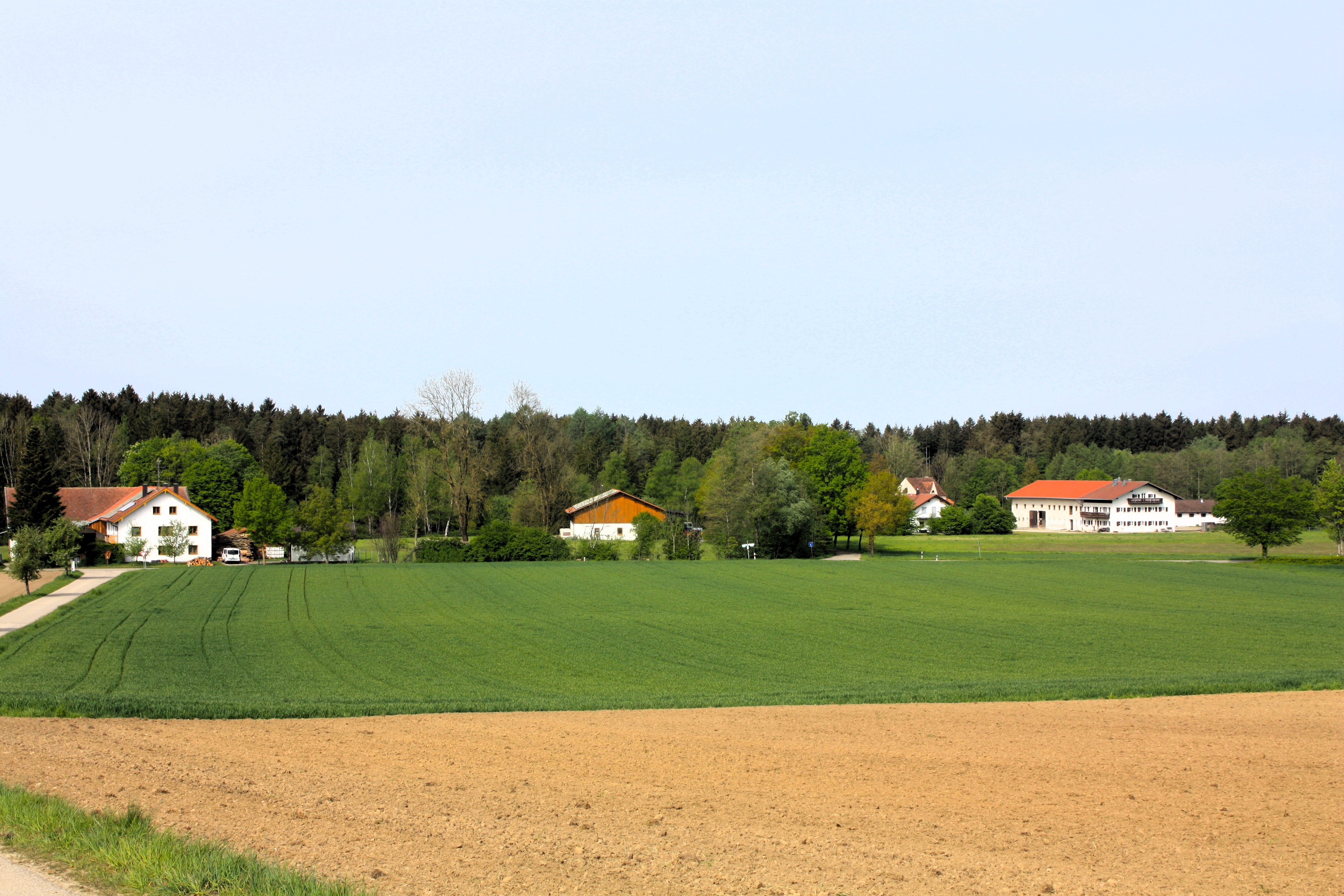
Blick auf die Wagmühle von Berg aus
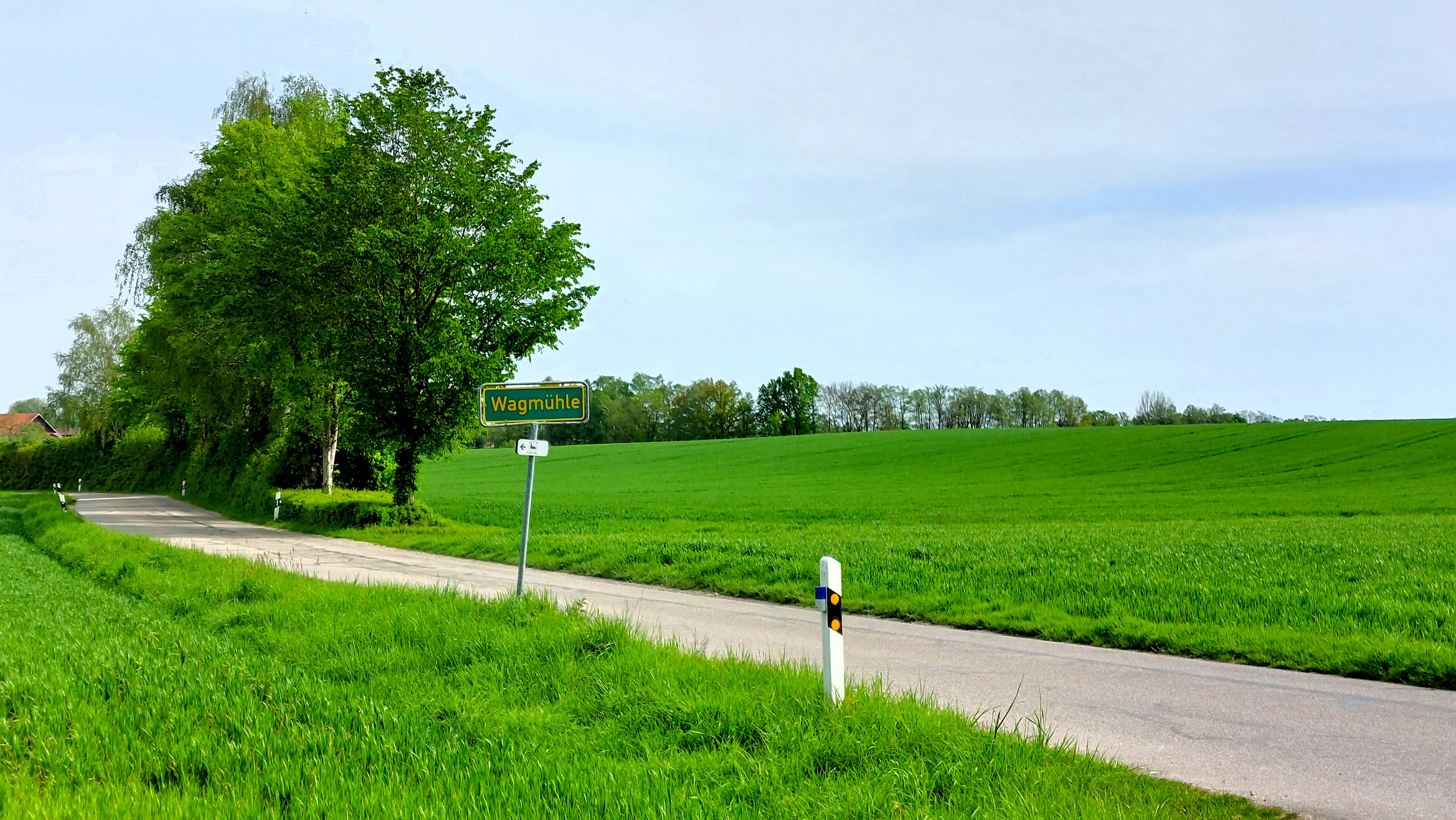
Die Straße, die an de Wagmühle vorbeiführt
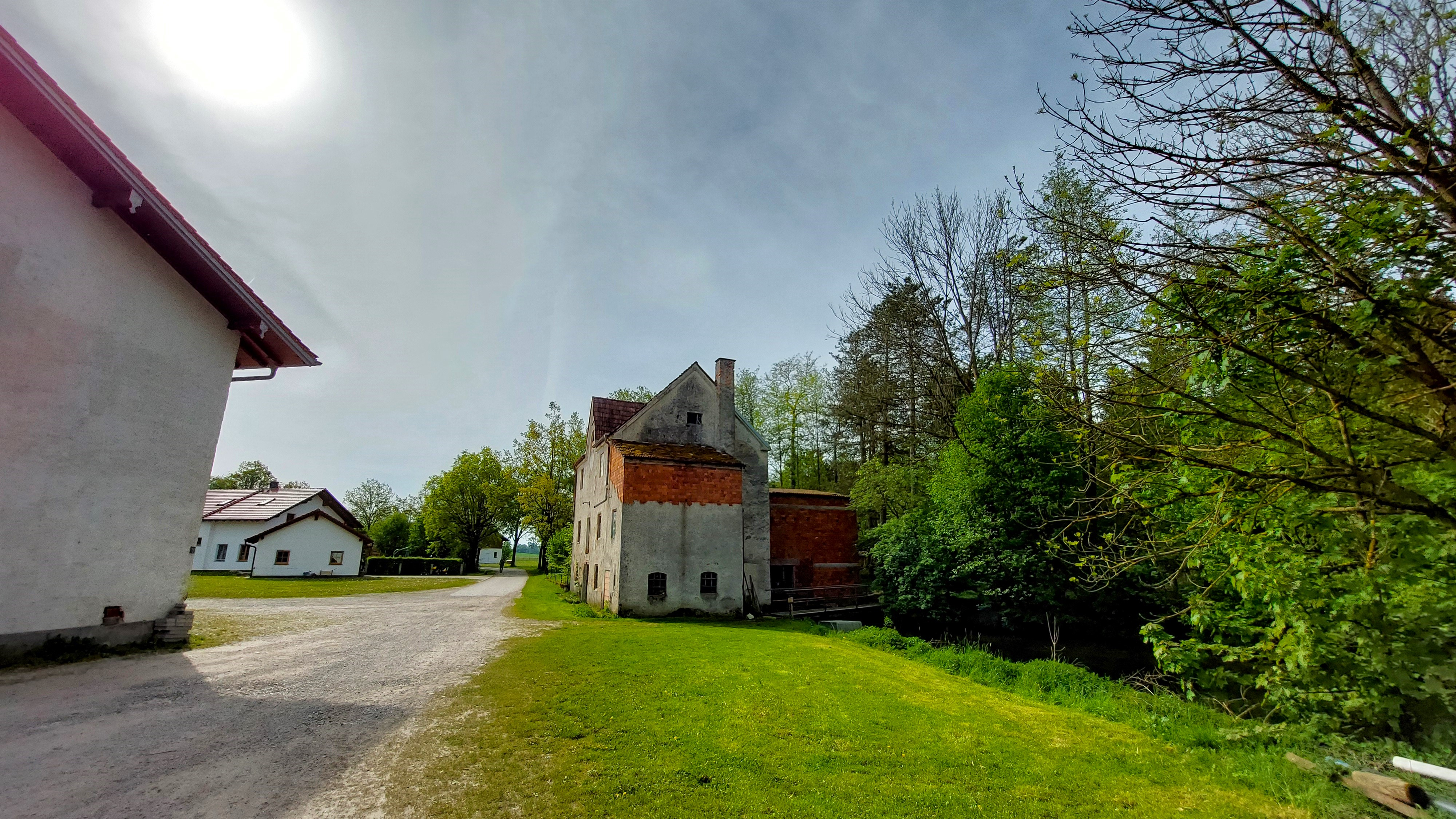
Die Wagmühle
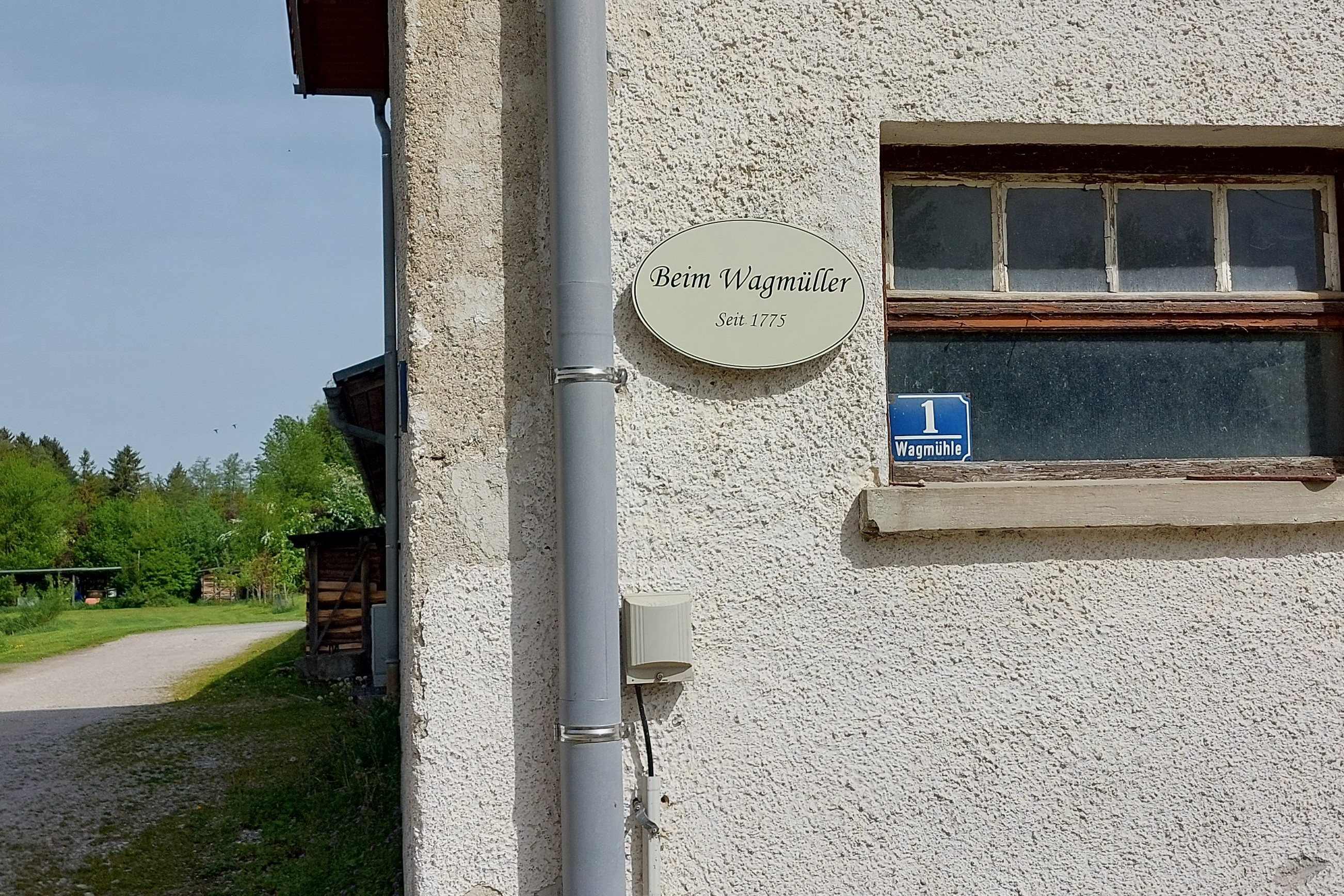
Denkmaltafel

## Persönlichkeiten
- Thomas Hitzlsperger (* 5. April 1982 in München), ehemaliger Fußballprofi und deutscher Fußballnationalspieler, wuchs in Wagmühle auf.